# Erik von Witzleben
Erik von Witzleben (ur. 6 października 1884, zm. 12 kwietnia 1958, Wilster) – SS-Sturmbannführer, posiadacz ziemski na Pomorzu, pierwszy kierownik narodowo socjalistycznej organizacji działającej na terenie II RP Zjednoczenia Niemieckiego, dowódca pomorskiego Selbstschutzu.

## Życiorys
W przedwojennej Polsce posiadał ogromny majątek ziemski w Liszkowie koło Łobżenicy w obecnym powiecie pilskim. Był jednym z przywódców pomorskiego Volksdeutscher Selbstschutzu. Za antypolską działalność w faszystowskich organizacjach spędził 3 miesiące w polskim więzieniu. Po 1939 roku naziści docenili jego zasługi dla III Rzeszy i na wniosek SS-Obergruppenführera Reinharda Heydricha Reichsführer SS Heinrich Himmler osobiście mianował Witzlebena Sturmbannführerem. Po wojnie w latach 1949–1956 był przewodniczącym Ziomkostwa Prus zachodnich w Niemczech (niem. "Landsmannschaft Westpreußen") i jednym z sygnatariuszy tzw.„Karty Wypędzonych”. Po jego śmierci jego nazwiskiem nazwano Fundację Ziomkostwa Prus Zachodnich.